# Tristán Gálvez
Juan Tristán Evangelista Gálvez Palma (Guacarhue, 27 de diciembre de 1850-Rengo, 12 de mayo de 1936) fue un abogado, político y poeta chileno. Organizó el Partido Radical en Rengo, del cual fue su primer presidente; además, fue regidor y alcalde de Rengo y diputado de la nación.

## Biografía
Nació en Guacarhue, departamento de Caupolicán, el 27 de diciembre de 1850, hijo de Ramón Gálvez y Dolores Palma. Se educó en el Colegio de San Luis y estudió derecho en la Universidad de Chile, jurando como abogado el 27 de agosto de 1874. Su memoria sobre Potestad Marital mereció los honores de ser indicada como modelo en el Código Civil. 
Durante toda su vida ejerció su profesión de abogado en Rengo. Allí se casó el 2 de mayo de 1878 con Adelina Román Blanco, hija de Elías Román Ávila y Delfina Blanco, con quien tuvo nueve hijos: Osvaldo, Ofelia, René, Haroldo, Jorge, Inés, Clarencia, Lucila y Teresa.
Ismael Vicuña Subercaseaux, siendo cónsul de Chile en Milán, decía: «Don Tristán Gálvez Palma fue un ejemplar de hombre llano y de gran talento, de honradez inmaculada y de muchísima nobleza para ser útil a sus hijos y a su esposa y fue admirable para brindar la amistad generosa a todos los que eran sus amigos. Chile ya posee pocos hombres de su temple, ya no se encuentran otros que hayan muerto cultivando los puros ideales que hacían la felicidad de su país».
El Mercurio de Valparaíso señaló en una ocasión: «Don Tristán Gálvez Palma fue patriarca de Rengo y la figura más venerada no solo de la ciudad sino de toda la región, y sus hermosas composiciones poéticas han merecidos juicios de elogio unánimes en el país y fuera de él. Como periodista, igualmente esgrimió la pluma en numerosos periódicos de la época, en los cuales se guarda el tesoro de una inmaginación fértil y bondadosa que lució su talento en causas nobles y en cánticas celebraciones».

## El Poeta
Desde sus primeros años se dedicó a las letras tomado parte activa en las polémicas literarias que sostenían en varias revistas de aquella época. En Rengo fundó y fue dueño del periódico El Colchagua, que circuló entre el 21 de mayo de 1893 y el 1 de febrero de 1912, y después principal director de La Unión Liberal.
Como poeta fue premiado en un concurso literario de Sevilla, España por su poema “Don Pelayo”, sin embargo eran más celebradas sus quintillas satíricas. En una publicación de Rengo se decía: «No ha existido hijo alguno de Colchagua que tenga los laureles de literatura como don Tristán Gálvez Palma».

## Su vida política
El 8 de noviembre de 1885, en compañía de Manuel Olegario Soto, organizó el Partido Radical en Rengo, siendo su primer presidente. Desaparecido el Partido Radical de Rengo, actuó en el Partido Liberal, donde era considerado como el patriarca político de Caupolicán.
Militante del Partido Liberal Democrático, del cual fue convencional, el 8 de marzo de 1891
Fue Regidor y como alcalde de la Comuna se propuso construir un hipódromo y una cancha de tiro al blanco, en los terrenos municipales de La Curva, que consiguió de los vecinos le obsequiaran con tal objeto; pero otro alcalde que vino después para que no quedara ningún recuerdo de un Alcalde Balmacedista, hizo echar el Río Claro por la Curva que se llevó todo lo ya construido.
Fue promotor fiscal del Departamento de Caupolicán, durante 22 años y 8 meses, entre el 1 de julio de 1904 y el 28 de febrero de 1927, año en que jubiló del cargo.
Fue diputado por Caupolicán en el Congreso Constituyente de 1891 (15 de abril-18 de agosto de 1891); integró la Comisión Permanente de Constitución, Legislación y Justicia.